# Platyjassus stenospatulatus
Platyjassus stenospatulatus är en insektsart som beskrevs av Evans 1959. Platyjassus stenospatulatus ingår i släktet Platyjassus och familjen dvärgstritar. Inga underarter finns listade i Catalogue of Life.